# 黃化葉綠體
黃化葉綠體（英語：Etioplast），又稱黃色體、黃質體，是白色體的一種，存在於被子植物細胞中，為葉綠體在沒有光照的情況下退化形成，缺乏活化的色素，會使葉片呈現淡黃色。在數分鐘的光線照射後，黃化葉綠體可以逐漸轉化為正常葉綠體。

## 形成機制
當植物連續數天（不同物種需要的天數不同，平均為一至二個星期）處在缺乏光照的情況下時，其細胞中的葉綠體或將要形成葉綠體的原質粒體（proplastids）會轉換成黃化葉綠體。正常葉綠體的形成過程為原質粒體中小泡不斷增加、融合形成層狀構造（lamella），形成葉綠體中類囊體（thylakoid）的結構，而類囊體堆疊成垛狀構造稱為葉綠餅（grana）。
但在缺乏光照的情況下，原質粒體中小泡的增生、融合速率會減慢，無法形成層狀的類囊體，取而代之的是形成一種三維管狀結構，稱為原片層體（prolamellar body），其由管狀的膜聚合而成。管中有些色素的前導物質。

## 內含物質
由於缺乏活化的葉綠素，黃化葉綠體會使葉片呈黃色而非綠色，又因缺乏色素，黃化葉綠體可歸為廣義的白色體。另外，黃化葉綠體內雖沒有葉綠素，卻有相當多的葉黃素等類胡蘿蔔素，這些類胡蘿蔔素的合成受八氫番茄紅素聚合酶（Phytoene synthase）的濃度控制，這種酵素可開啟合成類胡蘿蔔素的途徑。

## 結構
黃化葉綠體並沒有正常葉綠體擁有的類囊體等構造，只有原片層體（prolamellar body, PLB）和原類囊體（prothylakoid, PT）等膜狀構造，合稱黃化葉綠體內膜（etioplast inner membranes, EPIMs）。兩種黃化葉綠體內膜中的脂質、色素、蛋白質等組成均有不同。根據蛋白質組分析，原片層體和原類囊體中共有多達111種蛋白質，多和葉綠素的活化途徑、光合作用或蛋白質的分解有關，也有許多可避免細胞受到過多的光照。。

### 原片層體
原片層體（prolamellar body, PLB）是一種管狀的膜結構，將內部的內腔（lumen）和外部的基質區隔。原片層體的主要結構為四條管狀的膜聚合於一個接點，形成四面體的結構；次要結構為六條管狀的膜在立方體結構的特定頂點接合目前仍不清楚原片層體形成如此結構的理由及目的。。原片層體中的蛋白質有九成以上是開啟葉綠素活化步驟的NADPH-protochlorophyllide oxydoreductase（POR），研究顯示POR可能為跨膜的蛋白質。

### 原類囊體
除了原片層體之外，黃化葉綠體中還有原類囊體（prothylakoid, PT），為原片層體外側放射出去的片狀延伸結構，根據目前研究，光照後，光反應中光系統的形成是在原類囊體中啟動的。

## 轉換機制
原片層體內含一種稱為NADPH-原葉綠素酯氧化還原酶 （NADPH-protochlorophyllide oxydoreductase，POR）的酵素，可催化葉綠素原轉變成葉綠素的前導物脫植醇葉綠素。接受數天的光照將觸發上述反應，產生活化的葉綠素，隨後原片層體也會發育成類囊體，黃化葉綠體可藉由這種機制發育成正常葉綠體。

## 延伸閱讀
- Eva Selstam and Anna Stina Sandelius. . National Center for Biotechnology Information, U.S. National Library of Medicine （英语）.這份論文講述原片層體（Prolamellar Body）和原類囊體（Prothylakoid）的不同。

- CUTTRISS Abby J.,CHUBB Alexandra C., ALAWADY All, GRIMM Bernhard, POGSON Barry J. . Commonwealth Scientific and Industrial Research Organization, Collingwood, AUSTRALIE.   [2011-01-21]. （原始内容存档于2010-12-26） （英语）.這份論文講述黃化葉綠體中類胡蘿蔔素的詳細合成機制。